# TOI 700
TOI 700 é uma anã vermelha a 101,4 anos-luz da Terra localizada na constelação de Dorado que hospeda TOI 700 d, o primeiro exoplaneta do tamanho da Terra na zona habitável descoberto pelo Transiting Exoplanet Survey Satellite (TESS) , Seu nome oficial será Neístron.

## Nomenclatura e história
A sigla "TOI" refere-se a estrelas e exoplanetas estudados pelo TESS, e é a abreviação de: " T ransiting Exoplanet Survey Satellite O bject of I nterest". Identificado como TOI 700. É o corpo celeste tem tamanho semelhante ao da Terra e condições ideais para possuir água em sua superfície.

## Características estelares
TOI 700 é uma anã vermelha de classe espectral M (muito mais vermelha, mais fria e mais escura que o Sol) que tem 40% da massa, 40% do raio e 55% da temperatura do Sol.  A estrela é brilhante com baixos níveis de atividade estelar. Ao longo dos 11 setores observados com o TESS, a estrela não mostra uma única explosão de luz branca. A baixa taxa de rotação também é um indicador de baixa atividade estelar.

## Dados dos planetas da TOI-700
Dados comparados aos da Terra
B
- massa 1,07 (+0,80 -0,43)
- período 9,977 (+0,00024 -0,00028)
- semieixo maior 0.0637(+.0,0064 – 0,0060)
- raio 1.010  (+0,094 – 0,0087)
- inclinação 89,90º +0,23 -0,32}

C
- massa 7,48 (+5,89 -3,30)
- período 16,05010098 (+ 0,000089 -0,000092)
- semieixo maior 0,0925 (+.0,0088 –0 .0083)
- raio 2,63 (+0,24 – 0,023)
- inclinação 89,90° (+0,16 -0,11)}

D
- massa 1,72 (+1,29 -0,63)
- período 37,426 (+ 0,0007 -0,0010)
- semieixo maior 0,163 (+/- 0,15)
- raio 1,19 (+/-0,11)
- inclinação 89,73° (+0,15 -0,12)

## Sistema planetário

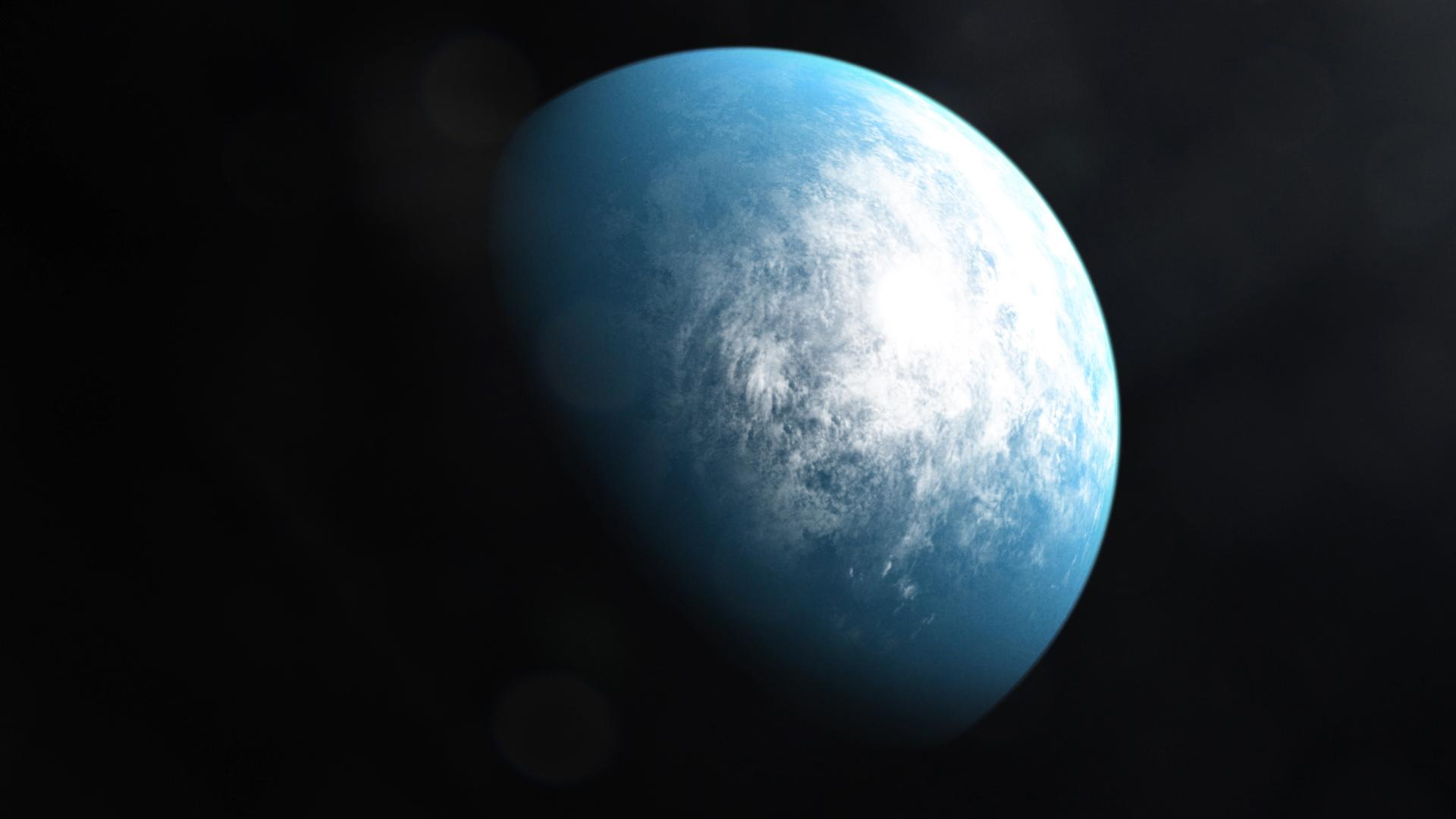
Arte do exoplaneta TOI 700 d

Quatro exoplanetas foram detectados pelo TESS orbitando a estrela hospedeira TOI 700. Todos os quatro exoplanetas podem estar travados por maré em TOI 700.
Três artigos descrevem a validação do sistema planetário, as observações de acompanhamento do TOI 700 d com o Telescópio Espacial Spitzer e a caracterização do TOI 700 d.
A composição dos planetas b e d é provavelmente rochosa e a composição do planeta c é provavelmente semelhante à de Netuno .
Os dois planetas internos podem ter crescido mais rápido e adicionado envelopes gasosos significativos, mas o planeta externo se formou mais lentamente e acumulou menos gás. O planeta mais interno pode mais tarde ter perdido seu envelope devido à fotoevaporação . Outro cenário que poderia explicar o arranjo de densidades neste sistema é a migração planetária de longo prazo. O planeta c pode ter migrado para dentro, mas esse cenário é mais plausível se estudos futuros mostrarem que o planeta c é significativamente mais massivo que o planeta b ou d.
O TOI 700 d encontra-se na zona habitável . Ele recebe 35 vezes mais fótons EUV que a Terra, mas também 50 vezes menos que TRAPPIST-1 e . A estrela hospedeira tem baixa atividade estelar. A atmosfera de um planeta com uma pressão semelhante à da Terra sobreviveria por mais de 1 Gyr . As simulações do planeta mostraram que o TOI 700 d é um forte candidato a um mundo habitável. As profundidades das características espectrais simuladas dos espectros de transmissão e o fluxo de pico e as variações das curvas de fase sintetizadas não excedem 10 ppm . Isso provavelmente impedirá o JWST de caracterizar a atmosfera do TOI 700 d.
Em novembro de 2021, um quarto planeta possível, do tamanho da Terra e recebendo aproximadamente 30% mais fluxo do TOI-700 do que a Terra do Sol, foi encontrado na borda interna da zona habitável do TOI-700. Em janeiro de 2023 foi confirmada a existência deste planeta.
O sistema está próximo (mas não em) ressonância orbital: dos planetas b a d, as proporções de período são aproximadamente 5:8, 4:7, 3:4.Predefinição:OrbitboxPlanet begin
Predefinição:OrbitboxPlanet
Predefinição:OrbitboxPlanet
Predefinição:OrbitboxPlanet
Predefinição:OrbitboxPlanet
 
|}

## Descoberta
O TOI-700 d foi descoberto pelo Transiting Exoplanet Survey Satellite (TESS) no início de janeiro de 2020.